# Karl Bostelaar
Karl Bostelaar est un entraîneur de football allemand. Il dirige l'équipe du RC Strasbourg de juin 1941 à juin 1944.